# Goubau-Leitung

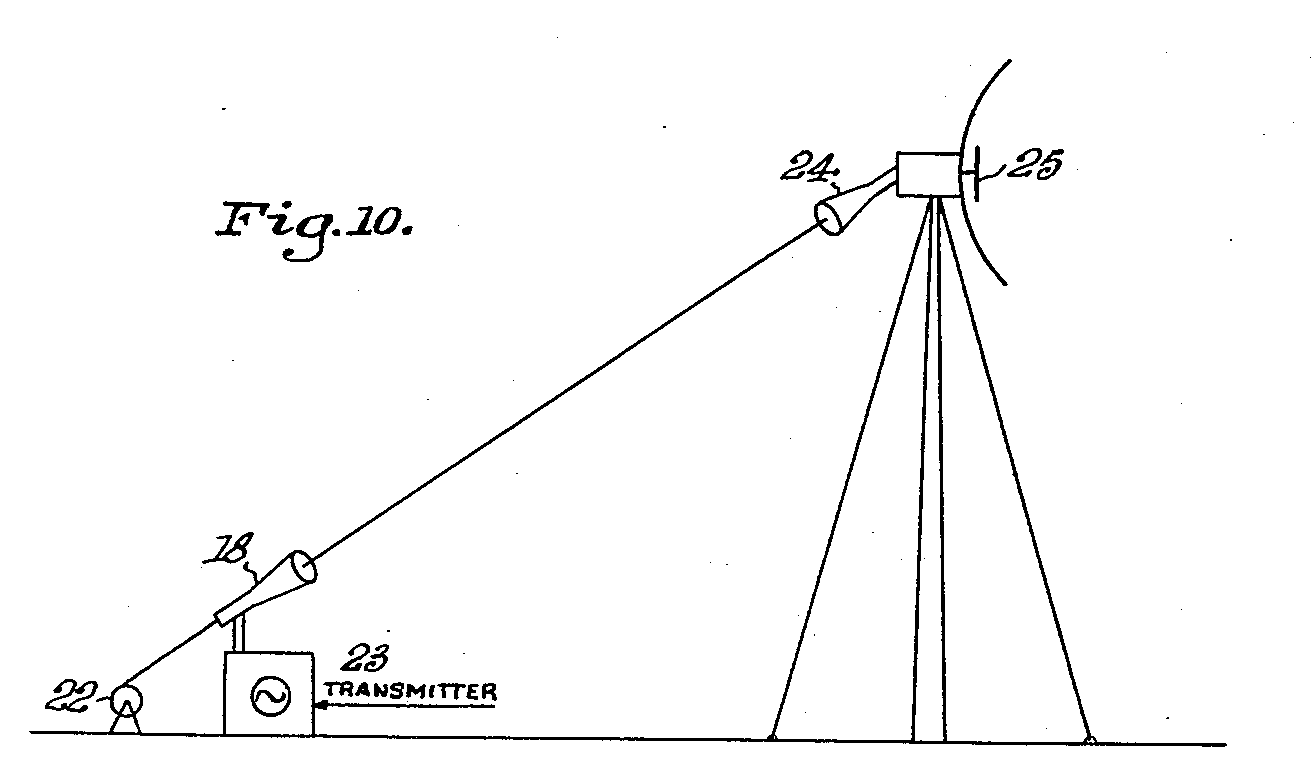
Goubau-Leitung zur Speisung einer Antenne (Vorschlag aus einem Patent)

Eine Goubau-Leitung, häufig auch als Harms-Goubau-Leitung (auch Goubot-Leitung oder G-Leitung) bezeichnet, ist ein Wellenleiter zur Fortleitung und Verteilung von Signalen mit Frequenzen ab etwa 50 MHz, der nur aus einem Draht besteht. Sie wird dementsprechend auch als Eindraht-Wellenleitung bezeichnet.
Solche Leitungen sind verlustarm und wurden z. B. für die Versorgung abgelegener Empfangsgebiete insbesondere mit Fernsehen verwendet (Fernsehzubringer Band III/IV). Dazu wurde die Leitung zum Beispiel entlang eines in einem Tal liegenden Dorfes gespannt; Fernsehteilnehmer bringen zum Empfang eine einfache Dipolantenne in die Nähe der Leitung.
Die Leitung ist nach Georg Goubau benannt, welcher sie 1950 entwickelte, nachdem Friedrich Harms sie bereits 1907 theoretisch beschrieben hatte.
Eindraht-Wellenleitungen benötigen einen großen Abstand zu metallischen und (insbesondere verlustbehafteten) dielektrischen Teilen; es sind Freileitungen, die möglichst nicht geknickt verlegt werden (Knickwinkel <20°), um dort auftretende Abstrahlung und Reflexion gering zu halten.

## Prinzipieller Aufbau

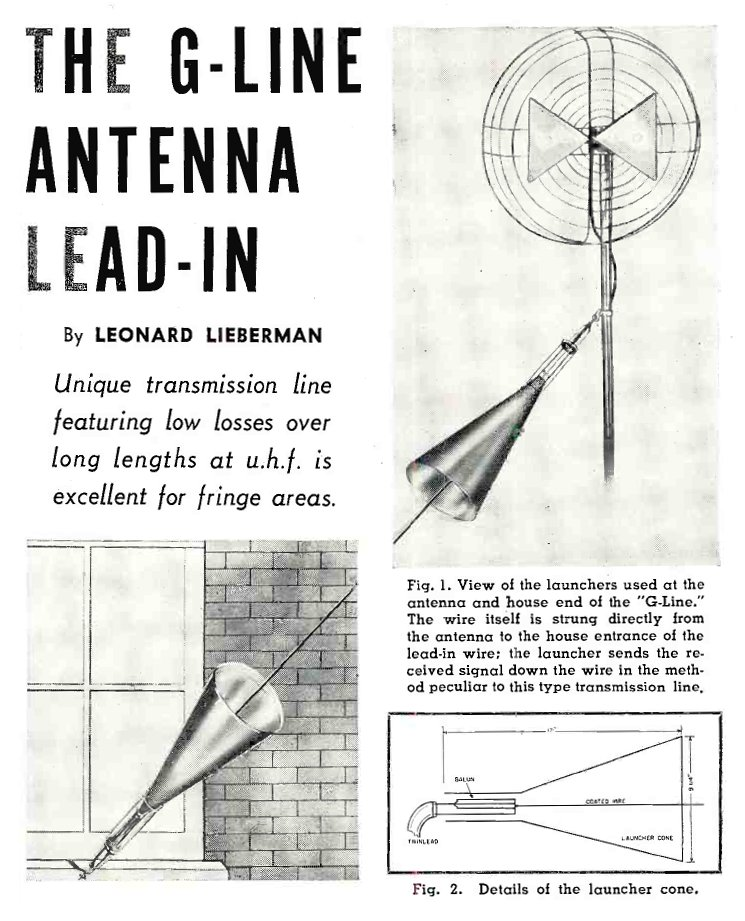
Zeitschriftenartikel aus dem Jahr 1955, der die Anwendung einer Goubau-Leitung für den Fernsehempfang im Dezimeterwellenbereich zeigt

Ein Koaxialkabel wird auf den Innenleiter reduziert. Der Draht ist mit einer Schicht Dielektrikum umgeben, welche die Ausbreitungsgeschwindigkeit der Welle in der unmittelbaren Umgebung des Leiters reduziert. Dadurch entsteht ein leicht zum Leiter hin gerichteter Poynting-Vektor, der die Welle gegenüber einer unisolierten Eindraht-Wellenleitung enger entlang des Leiters führt. Die Reduzierung der Verluste gegenüber einem Koaxialkabel entsteht, weil ein Großteil des elektrischen Feldes der Welle außerhalb des verlustbehafteten Dielektrikums liegt.
Zum Einspeisen und reflexionsfreien Abschließen der Leitung werden Exponentialtrichter verwendet, die den allmählichen Übergang des Wellenwiderstandes vom Koaxialkabel (50 bis 75 Ohm) in denjenigen der Eindrahtleitung (300 bis 400 Ohm) herstellen, indem sie den Kabelmantel aufweiten. Die Trichter können auch in Skelettbauweise hergestellt werden. Im Extremfall bestehen sie nur aus zwei V-förmig gespreizten Stäben, die am Mantel des heranführenden Koaxialkabels angeschlossen sind. Die Öffnungsweite soll bis zum Grenzradius reichen – das ist derjenige Radius um die Leitung, in dem 90 % der Feldenergie transportiert werden. Er beträgt etwa eine halbe Wellenlänge.
Aufgrund dieser Vorgaben ist die Konstruktion nur für höhere Frequenzen ab etwa 100 MHz aufwärts geeignet. Darunter sind die Konstruktionen wegen der sich ergebenden Abmessungen der Trichter und des wegen des hohen Grenzradius nötigen Abstandes zu anderen Bauteilen nicht mehr praktikabel.

## Verwendung
Goubau-Leitungen sind Drähte, die aus Kupfer oder zumindest verkupfert sind und von einer dielektrischen Schicht (z. B. Polyäthylen) umgeben sind. Der Drahtdurchmesser beträgt zum Beispiel für längere Strecken 12 mm, das Dielektrikum hat einen Durchmesser von beispielsweise 18 mm. Eine solche 12/18-Leitung hat bei 200 MHz eine Dämpfung von 1,8 dB pro Kilometer. Daher können solche Leitungen, an Isolierseilen an Masttraversen aufgehängt, über etliche Kilometer hinweg zur Fernsehverteilung benutzt werden, ohne dass Zwischenverstärker nötig sind. Die Kosten betrugen zum Beispiel beim Helene-G-Liniensystem in den USA (22 km Länge, 1957 errichtet) etwa 1000 $/km, einen Bruchteil erdverlegter Koaxialkabel. Gobau-Leitungen können gleichzeitig auch Energie auf niedrigen Frequenzen oder mit Gleichspannung übertragen, beispielsweise zur Speisung der Zwischenverstärker auf sehr langen Strecken.
Weitere Verwendungen:
- Rundfunk- und Mobilfunkversorgung in Autotunneln
- Sprechfunkverbindung im Bergbau[4]
- Ortung von Fahrzeugen und Hindernissen entlang der Leitung (geführtes Impulsradar)[4]